# Human Torch (golden age)
De Human Torch (niet te verwarren met Johnny Storm van de Fantastic Four) is een fictieve superheld uit de strips van Marvel Comics’ voorloper, Timely Comics. Hij werd bedacht door Carl Burgos, en verscheen voor het eerst in Marvel Comics #1 (oktober 1939).
De "Human" Torch was eigenlijk een androïde gecreëerd door een wetenschapper. Hij beschikte over de gave om zichzelf geheel te omgeven met vuur en vuur te manipuleren. Hij werd eerst neergezet als een sciencefictionmonster, maar werd al snel een held.
Samen met Captain America en Namor the Sub-Mariner, die zowel een bondgenoot als vijand van de Torch was, was de Human Torch een van Timely Comics' drie vaste karakters. In de jaren 50 raakte hij echter in de vergetelheid, en recyclede Marvel zijn naam voor een nieuwe Human Torch, die geen enkele band had met de originele. In tegenstelling tot Captain America en Namor, die ook na de Golden Age van de strips populair bleven, had de Human Torch na de jaren 50 maar af en toe een optreden in de Marvelstrips. Hij blijft dan ook voornamelijk verbonden met de Golden Age.

## Publicatiegeschiedenis
Na zijn debuut in de hit Marvel Comics #1, bleek de Human Torch populair genoeg voor meerdere strips. Hij werd al snel de eerste superheld in een solo stripserie. Gedurende de jaren 40 had de Torch een rol in de stripserie Marvel Mystery Comics,The Human Torch. Daarnaast had hij gastoptredens in de strips van Captain America. Andere stripseries waar hij in meedeed waren All Select Comics, All Winners Comics, Daring Comics, Mystic Comics en Young Allies Comics.
Timely Comics was verantwoordelijk voor de eerste grote cross-over tussen twee stripseries, toen ze de Human Torch lieten vechten met Namor the Sub-Mariner in Marvel Mystery Comics #8-9.
Marvel Mystery Comics stopte na 92 delen in juni 194) en The Human Torch na 35 delen in maart 1949. Hierna raakte Human Torch, net als veel andere superhelden, in de vergetelheid. Timely Comics uitgever Martin Goodman, die de compagnie had omgevormd tot zijn tweede incarnatie “Atlas Comics”, probeerde de oude helden nieuw leven in te blazen met de stripserie Young Men #24-28 (december 1953 - juni 1954). Dit mislukte.
De originele Human Torch debuteerde in de huidige Marvel Comics strips in Fantastic Four Annual #4 (November 1966).

## Biografie

### Golden Age
De Human Torch was een androïde gemaakt door professor Phineas Horton voor wetenschappelijke doeleinden. Tijdens een persconferentie ontbrandde Hortons creatie echter toen hij werd blootgesteld aan zuurstof. Dankzij zijn menselijke bewustzijn en persoonlijkheid, rebelleerde hij tegen zijn schepper. De Torch werd opgesloten in cement, maar ontsnapte. Hij leerde uiteindelijk zijn krachten te beheersen, en besloot de mensheid te helpen.
Hij voegde zich later bij andere helden toen de Tweede Wereldoorlog uitbrak in Europa, om aan de kant van de geallieerden mee te vechten. Hij kreeg ook een jonge helper, Thomas "Toro" Raymond; een mutant die vuur kon beheersen.
Zowel de Torch als Namor voegden zich bij Captain America als de kern van het superheldenteam Invaders, dat tegen de nazi’s vocht (in hervertellingen gepubliceerd tijdens de jaren zeventig). De drie helden, samen met enkele naoorlogse superhelden, vormden na afloop van de oorlog het team All-Winners Squad. Niet lang daarna werd de Torch blootgesteld aan nucleaire straling van een atoombom. Dit vergrootte zijn krachten, maar maakte ze ook onstabieler. Uit angst dat hij een gevaar voor iedereen zou vormen, brandde hij al zijn energie op en deactiveerde zichzelf.

### Moderne tijd
Jaren later heractiveerde de superschurk Mad Thinker de Torch om hem te laten vechten met de Fantastic Four. Hij deactiveerde de Torch weer toen deze weigerde de helden te vernietigen. Een verhaallijn uit de Avengers strips die inging op de achtergrond van Vision, werd onthuld dat de Torch’ lichaam was gebruikt door de robot Ultron om de Vision te bouwen. Ultron ontdeed de Torch van al zijn oude herinneringen en krachten, en veranderde hem in Vision.
In een later verhaal door Roy Thomas in What If? Vol. 1, #4 (Augustus 1977), werd de suggestie gewekt dat Vision was gemaakt uit een tweede androïde gemaakt door Horton, en dat de originele Human Torch dus nog bestond. Dit werd voortgezet door John Byrne, die de Scarlet Witch te Torch weer tot leven liet brengen in Avengers West Coast. Ze deed dit om antwoorden te zoeken over haar man, Vision. De Torch hielp de Avengers in vele strips, maar verloor zijn krachten toen hij het leven redden van de voormalige superheldin Spitfire.
De Torch verscheen later als CEO van Oracle, Inc., een compagnie gerund door Namor. Hier runde hij het huursoldaten team Heroes for Hire. De relatie tussen de Torch en Vision werd nog gecompliceerder toen Ant-Man (Scott Lang) ontdekte dat het interne mechanisme van Vision en Torch identiek was. Gedurende een tijdreis avontuur, ontdekten de Avengers dat Immortus een apparaat genaamd het “Foreve Crystal” had gebruikt om de Torch’ persoonlijke tijdlijn te splitsen en de twee uitkomsten te combineren.
Hierdoor ontstonden twee versies van de originele Human Torch binnen dezelfde continuïteit: een die later werd omgebouwd tot Vision, en een die gewoon zichzelf bleef.
Toen de Torch veldleider werd van de New Invaders, werd hij verliefd op een vrouwelijke androïde genaamd Tara, die gebaseerd was op hem. Zij bleek gemaakt te zijn door de Red Skull, en probeerde de Invaders te vernietigen door zichzelf op te blazen. Torch absorbeerde haar hitte, en raakte zelf oververhit. Hij vloog naar de bovenste atmosfeer, waar hij vervolgens ontplofte.